# Reichenbach (Oberfranken)
 For alternative betydninger, se Reichenbach. (Se også artikler, som begynder med Reichenbach)
Reichenbach er en kommune i Landkreis Kronach i Regierungsbezirk Oberfranken i den tyske delstat Bayern.
Den er en del af Verwaltungsgemeinschaft Teuschnitz.

## Geografi
Reichenbach ligger i Naturpark Frankenwald.

## Historie
Reichenbach nævnes første gang i 1190